# John Sumner (metteur en scène)
Pour les articles homonymes, voir John Sumner et Sumner.
 (29 octobre 2016).
Jean Hackman Sumner, né le 27 mai 1924 en Angleterre et mort le 24 mai 2013 à Melbourne (Australie), est le fondateur et directeur artistique de la Melbourne Theatre Company en Australie,,.

## Jeunesse
John Sumner est né en 1924 en Angleterre. À un âge précoce, il a fréquenté la London Opera School. Il a servi dans la marine marchande britannique durant la Seconde Guerre mondiale avant de commencer sa carrière au théâtre en 1947 à Dundee en tant qu'assistant régisseur. Plus tard, il est devenu metteur en scène et régisseur avec H. M. Tennent Theatres dans le West End de Londres avant de déménager en Australie en 1952,.

## Carrière en Australie
En 1953, il fonde l'Union Theatre Repertory Company (UTRC), qui deviendra le Melbourne Theatre Company, où il a servi en tant que directeur artistique jusqu'en 1955. Après un court laps de temps dans la gestion de l'Australian Elizabethan Theatre Trust à Sydney, il est retourné à Melbourne pour reprendre son rôle de directeur artistique en 1959, en continuant jusqu'en 1987. Il a réalisé plus d'une centaine de pièces australiennes et étrangères et il a fondé la MTC comme un modèle pour d'autres compagnies de théâtre d'État.

## Mort
John Sumner est mort le 24 mai 2013 à Melbourne à l'âge de 88 ans. Il laisse dans le deuil ses deux filles, Alice et Victoria. John a également un fils, Justin, de première femme, Karis Mond.